# Az ókori Itália népei

Az ókori Itália nyelvi térképe a vaskorban, a római terjeszkedés előtt

Az ókori Itália népei elnevezés az olasz félszigeten a vaskorban és Róma felemelkedése előtt letelepedett népességre utal.
Ezek a népek nem voltak mind nyelvi vagy genetikai rokonok. Olaszország, egy hosszú, a Földközi-tengerbe nyúló félsziget alakja kedvez a környező régiókkal való kapcsolatoknak, ugyanakkor túlnyomóan hegyvidéki természete hajlamos elválasztani és elszigetelni populációit korlátozott földrajzi területeken belül.
Nyelvi szempontból a népek többsége indoeurópai nyelveket beszélt. Konkrétan idetartoznak a tulajdonképpeni itáliai népek, vagyis azok, akik italikus nyelveken beszéltek, és olyan népek, amelyek nem ilyen indoeurópai nyelveket beszéltek, mint például a görög nyelvű gyarmatosítók. Végül más népek is beszéltek nem indoeurópai nyelveket. Számos ilyen civilizáció besorolása még nem tisztázott. A híres olasz tudós, Giacomo Devoto alátámasztotta azt a tézist, amely szerint az Itáliában konvertált indoeurópai változatok „végtelenek”.

## Indoeurópai népvándorlások

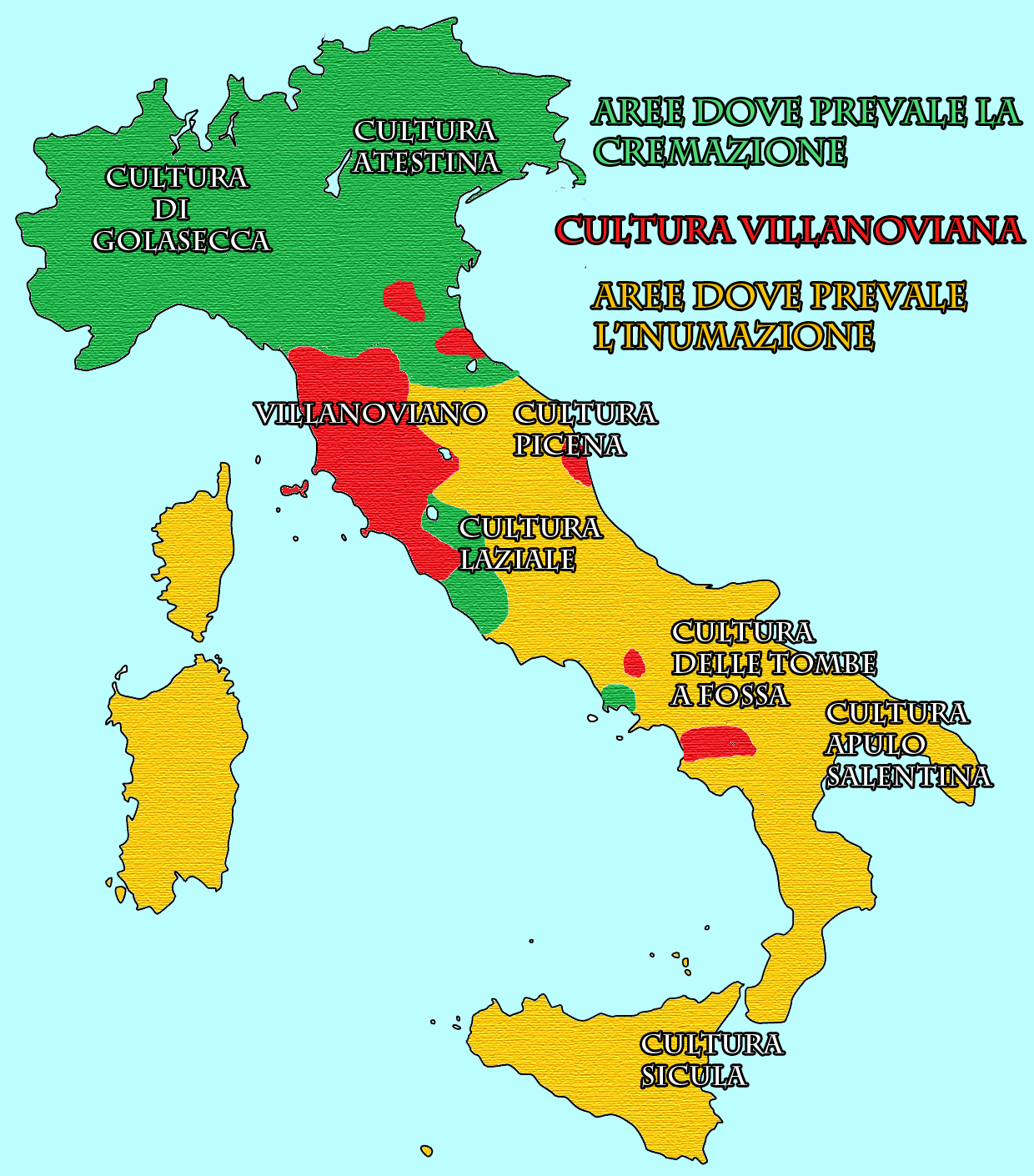
A vaskor protohisztorikus kultúrái
Zöld: olyan területek, ahol hamvasztást végeztek.
Piros: Villanovai terület, ahol hamvasztást végeztek.
Sárga: terület, ahol a temetést végezték

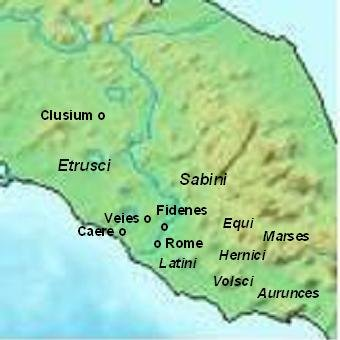
Közép-Tirrén-tengeri Itália lakossága
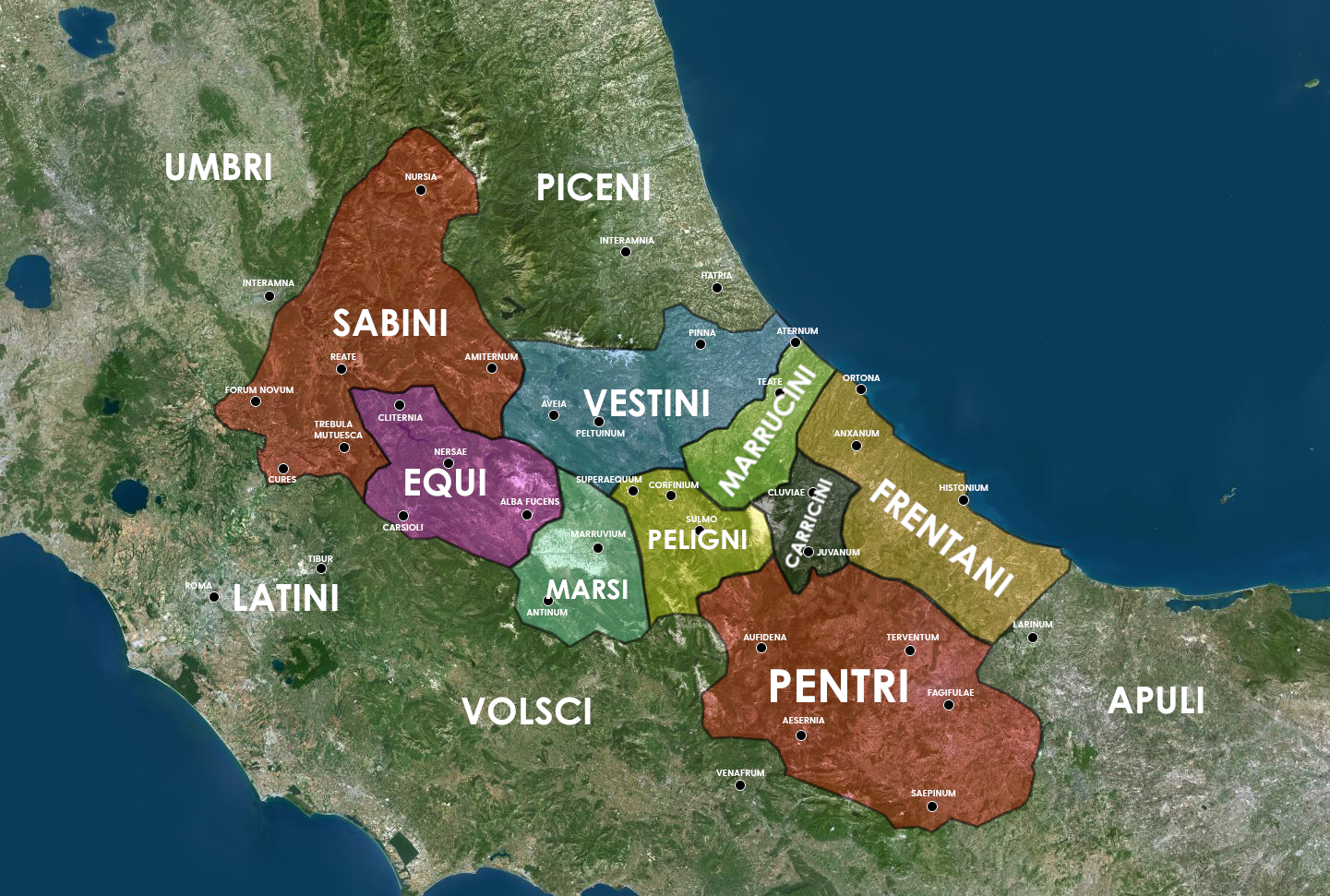
A Közép-Adriai-tengeri Itália lakossága
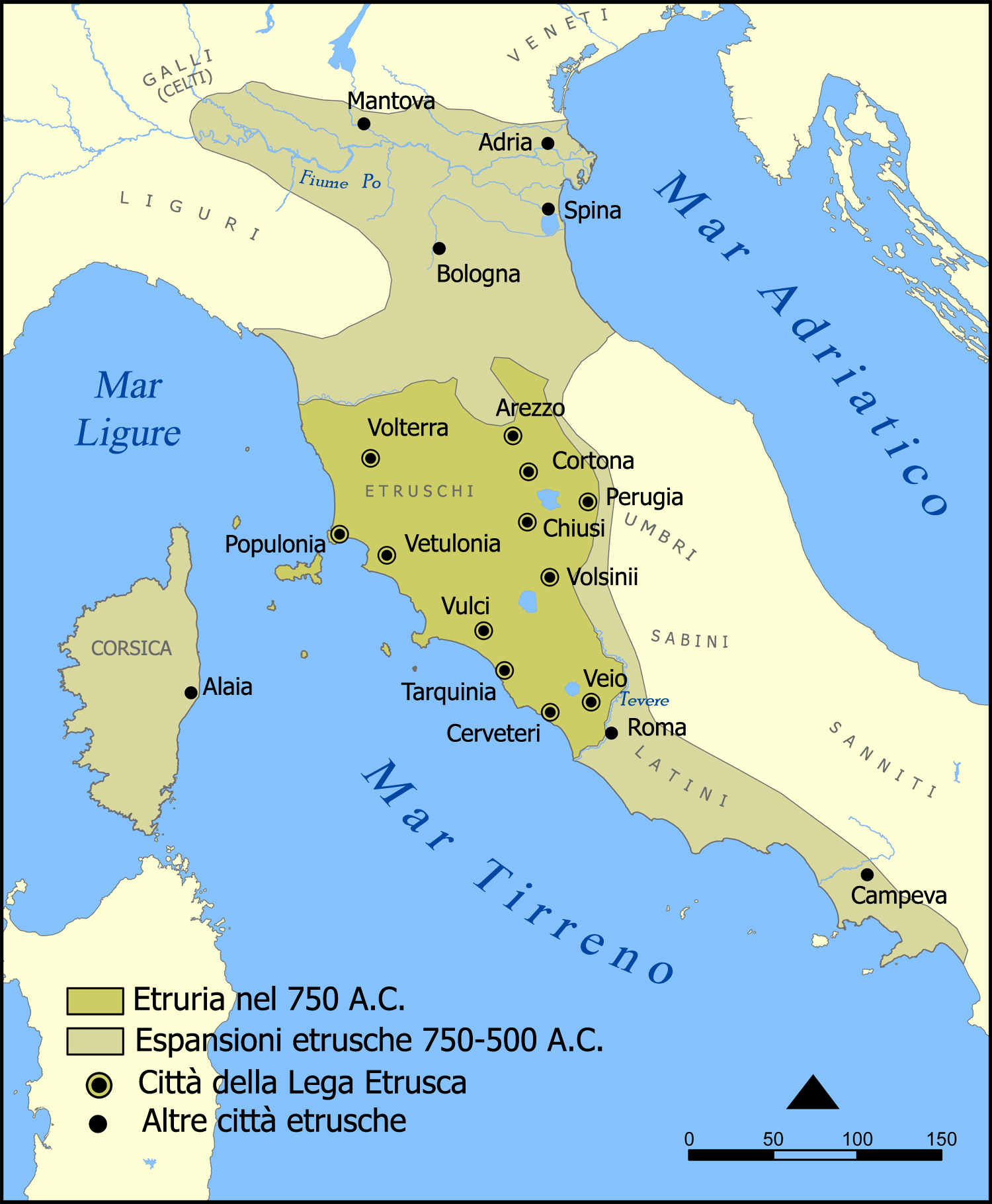
Az etruszk terjeszkedés az i. e. 8. és 6. század között
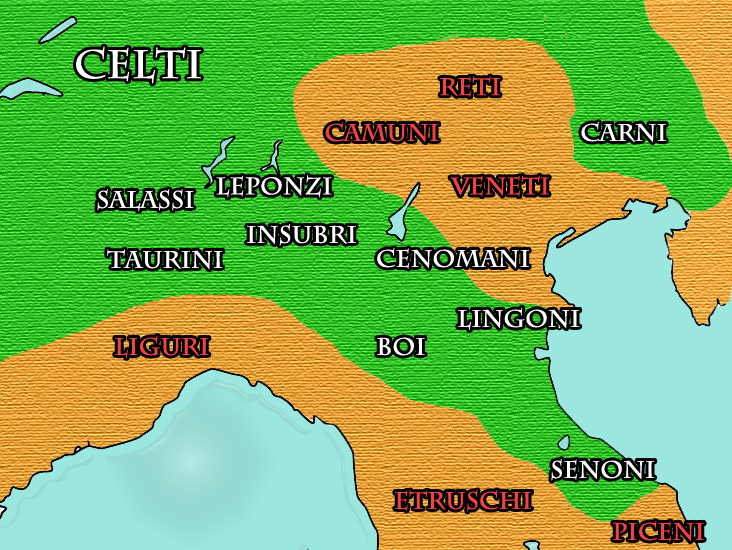
Cisalpine Gallia lakossága az i. e. 4. és 3. század között
Puglia és a Balkán illír lakossága
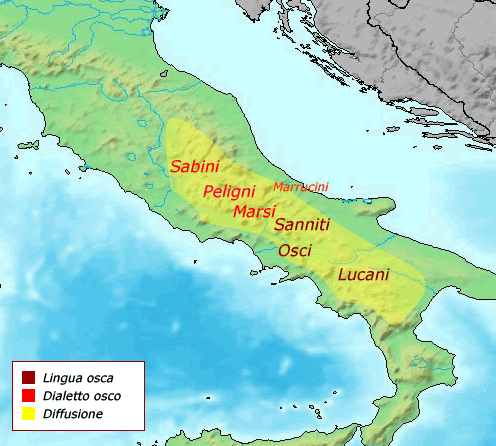
Az oszcan nyelvűeklakossága az i. e. 5. században
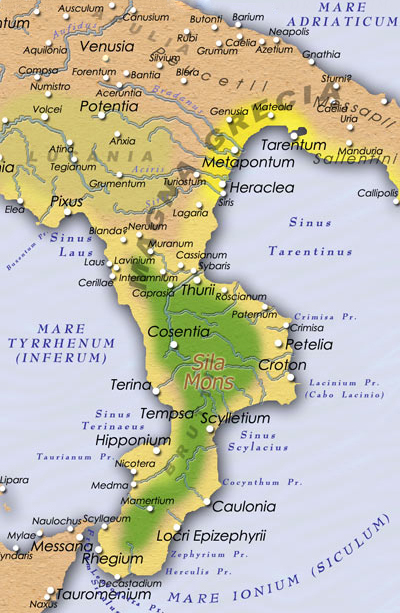
Magna Graecia i. e. 280 körül
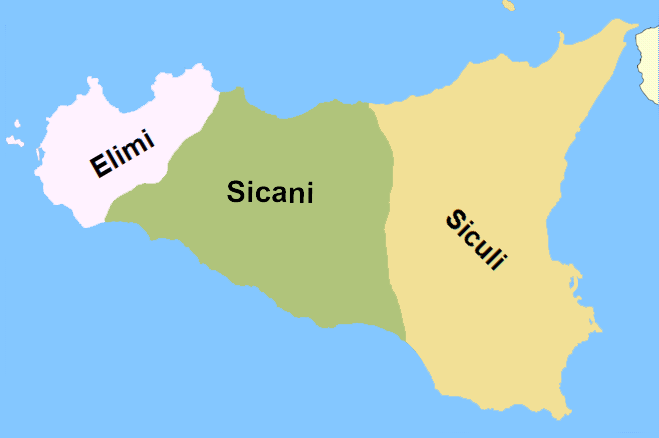
Szicília lakossága az i. e. 10. század körül
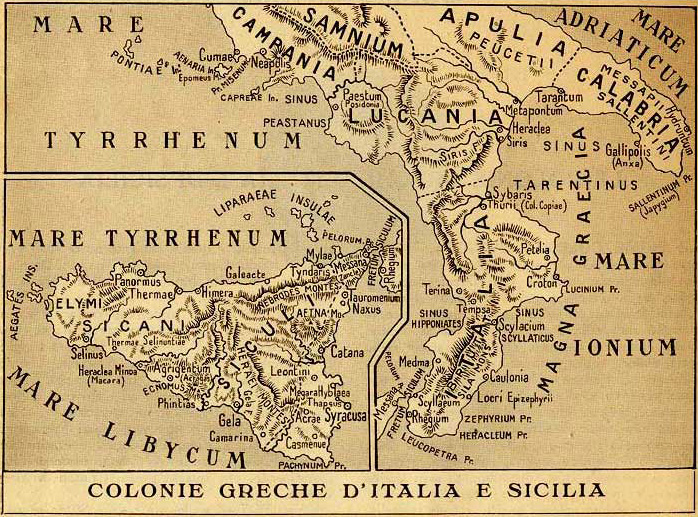
Dél-Itália és Szicília görög gyarmatai
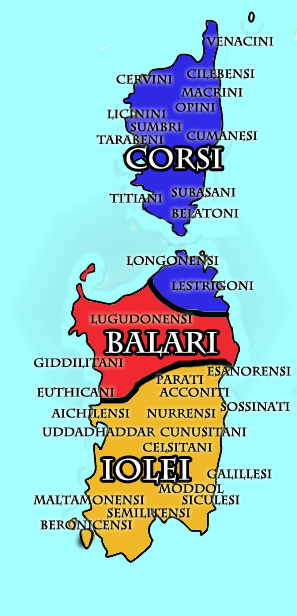
Korzika és Szardínia populációi a torreai és nuragikus korban

Itáliát már a történelem előtti idők óta lakták neolitikus népek. A fémmegmunkálás térhódításával egy időben új, patriarchális és harcos társadalmakba szerveződő, indoeurópai nyelveket beszélő populációk vándoroltak Itáliába. A főként az Alpoktól északról érkező indoeurópai populációk idevándorlása több hullámban ment végbe.
Az indoeurópai népvándorlás első hulláma az i. e. 3. évezred közepe táján következett be, a rézfeldolgozást importáló lakosság körében. Erre az időszakra jellemzőek a sztél (vagy menhir) szobrok, amelyekbe gyakran fegyvereket és szoláris szimbólumokat, láthatóan jellegzetes indoeurópai jeleket faragtak.
A második hullám, amely az i. e. 3. évezred vége és a 2. évezred eleje között következett be, a harangedényes kultúra elterjedéséhez vezetett a Pó völgyében, Toszkánában és Szardínia nyugati partvidékein. és Szicíliában. Ezek az emberek erőteljesen befolyásolták a kora bronzkor későbbi kultúráit is (Polada, Bonnanaro stb.).
Az i. e. 2. évezred közepén a Terramare civilizáció a Pótól délre fekvő Pó-völgyben fejlődött ki. Luigi Pigorini 19. századi tanulmányaitól kezdve ezt a civilizációt az italikusokkal hozták kapcsolatba, akik az i. e. 12. századi súlyos válság után, amely a terramarei rendszert érintette, és a települések többségének eltűnését okozta, délre vándoroltak, megtelepedve az appennini kultúra helyi közösségei között, és létrejött a proto-Villanovia. A korai vaskorban a protovillanoviai kultúra különböző regionális fáciesekre oszlott, amelyekből az itáliai nemzetek jöttek létre: az atestinai kultúra (proto-venét), a latiumi kultúra (latinok), a villanoviai kultúra (etruszkok), szikul kultúra (sziculok) stb.
Északnyugat-Itáliában a középső és késő bronzkort a canegratese – golasecchiano aspektus jellemzi, amely talán a lepontusok vagy Leponzi protokelta lakosságához köthető.

## Osztályozásuk
Az etnikai-nyelvi rokonság miatt mind a latin-faliszkiusokat, mind az oszko-umbereket szokás az italikus nyelvcsaládhoz tartozónak tekinteni. Ez a két népcsoport olyan nyelveket beszélt, mint az oszk, a szabelli dialektusok, az umber, latin, szicíliai stb. Ezt követően két különálló indoeurópai ágra osztották őket, úgynevezett nyugati itálikus nyelvekre (latin-faliszkán) és keleti italikus nyelvekre (oszko-umber), feltételezve, hogy két különböző indoeurópai migrációból származtak.
A félszigetre érkezett indoeurópai ajkú népesség átfedésben volt a régebbi, neolitikus eredetű népekkel vagy azokkal keveredve, így jöttek létre az oszko-umber csoportok, a latinok és rokonaik, a szicíliai szikulok.
A mai Olaszország ókori népességét a következő csoportokba sorolhatjuk:
- preindoeurópai nyelvűek (egyes populációk nyelveit feliratok dokumentálják, míg másoknál a nyelvre vonatkozó információkat név- és helynévtanból nyerik):

etruszkok ligurok euganok, raetok, camunok, szikánok, szardíniaiak (joleok, balari – talán indoeurópai nyelvű – és korzikaiak).
- az indoeurópai nyelvet beszélők között viszont megkülönböztetik:

Az itáliai családhoz tartozik (bőséges információ áll rendelkezésre a latin-faliszkán és az oszko-umber népesség nyelvéről és vallásáról):
latinok (beleértve a faliszkuszokat), capenatok, sicelek, ausonok – auruncusok, kampanok, opicok, enotrik, italok (morgetészek, szikulok), elimok,szabinok, picentinusok, umberek, Samnites (karakinoszok, pentrusok, kaudinok és hirpinusok ), oszkok, lucánok (köztük az urszentinok), bruttik, Adria Sabelli (marszik, paelignusok, marrucinok, frentanok, pretuttiak) Pugliai, Tirrén Sabelli (hernicusok, aequiculi, volscusok).
Egyéb hovatartozásúak:
Az japigok (valószínűleg illír eredetűek, és dauniokra, peucetiakra és messzápokra oszlanak), a venétek, a rutuliak (ismeretlen eredetű), a kelták (boiok, cenomanok, szenonok, orobok, lepontusok, carnusok stb.), Magna Graecia és a többi itáliai
görög gyarmatosítók (italiotok, sziceliotok) görög gyarmatosítói.

## Földrajzi eloszlásuk

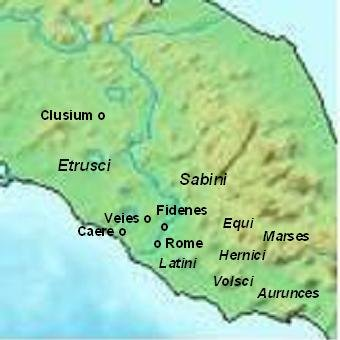
A Közép-Tirrén-tengeri Itália lakossága
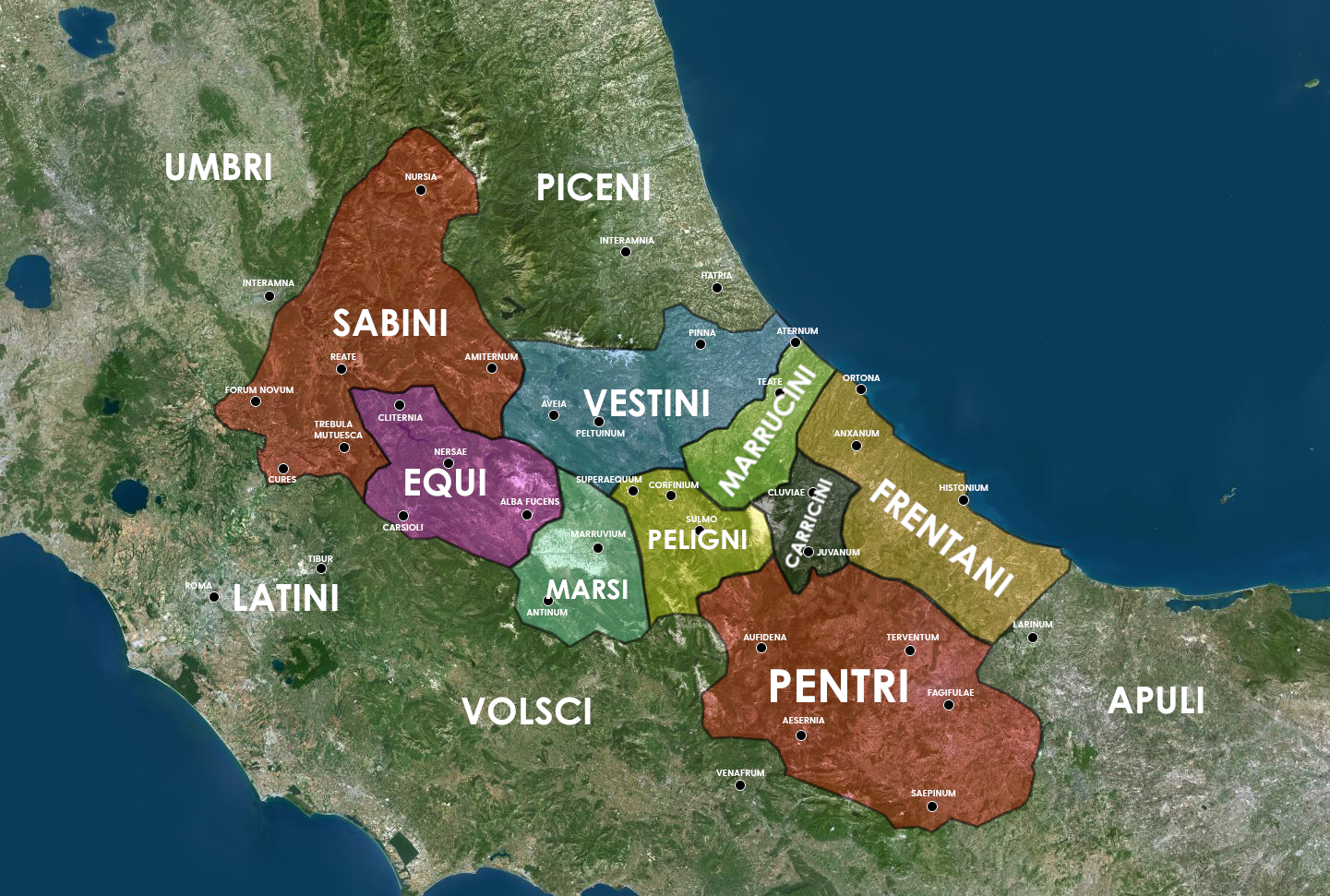
A Közép-Adriai Itália lakossága
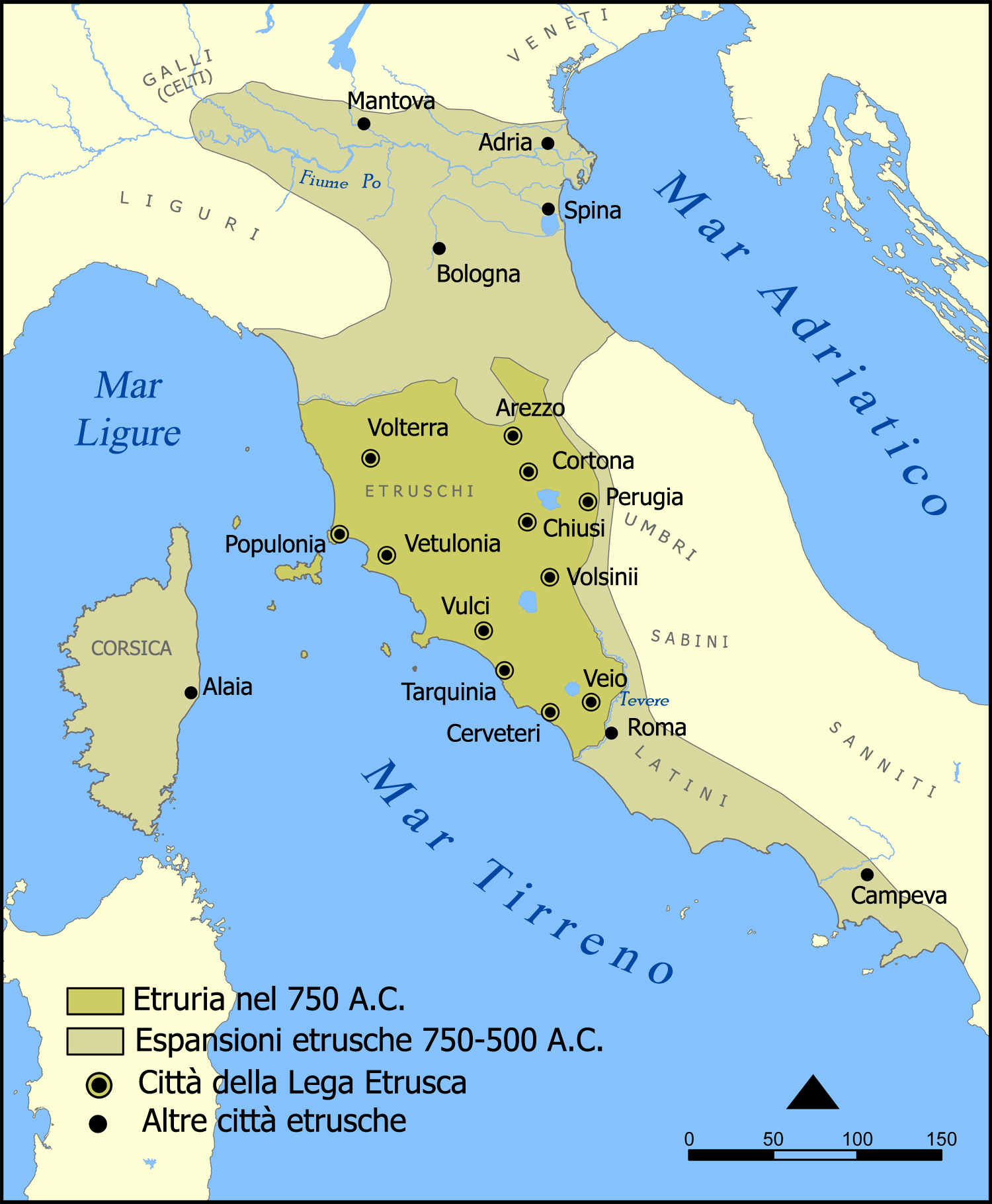
Az etruszk terjeszkedés az i. e. 8. és 6. század között
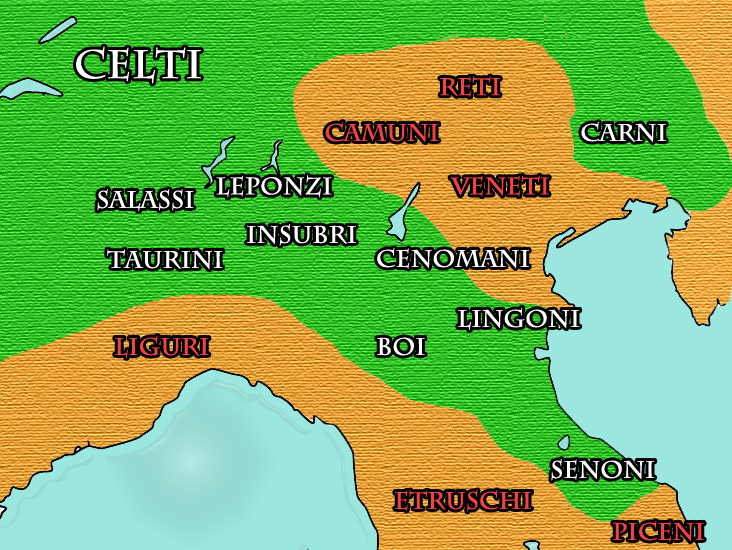
Cisalpine Gallia lakossága az i. e. 4. és 3. század között
Puglia is in Balkán illír lakossága
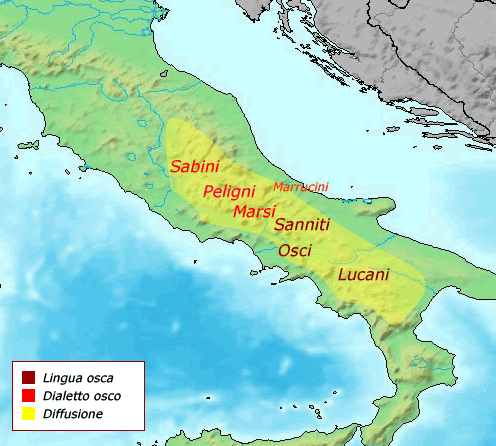
Az oszcan nyelvűolaszoklakossága a Kr.e. Lásd században
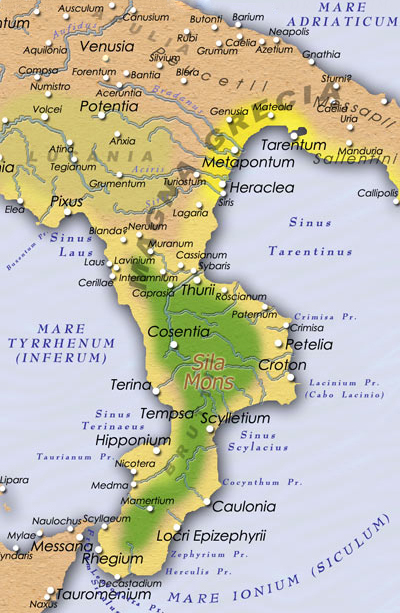
Magna Graecia i. e. 280 körül
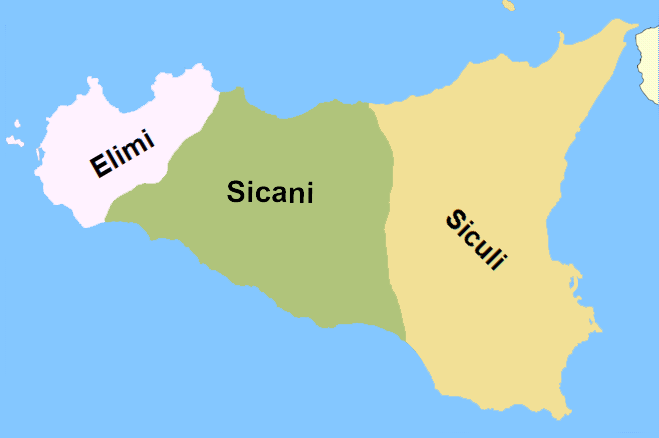
Szicília lakossága az i. e. 10. század körül
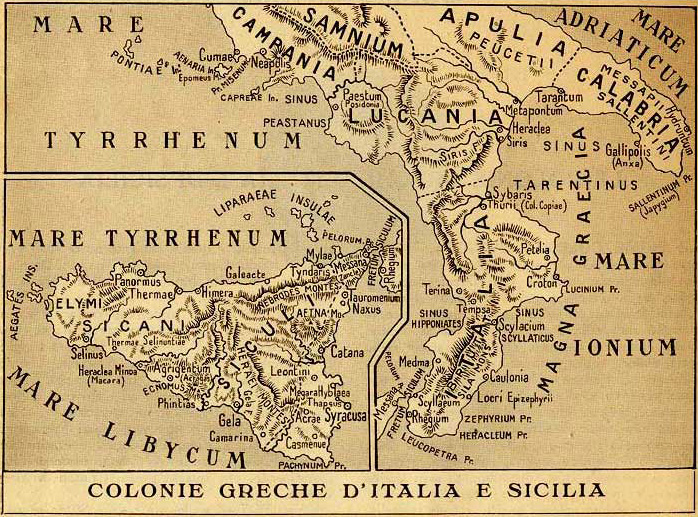
Dél-Itália és Szicília görög gyarmatai
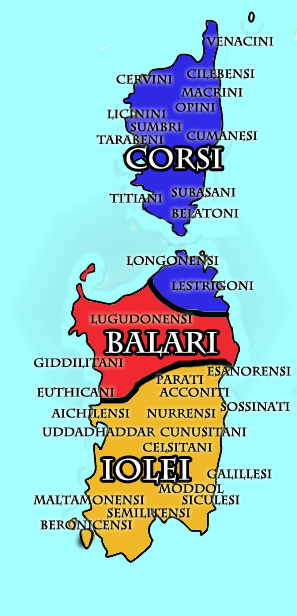
Korzika és Szardínia populációi a torreai és nuragikus korban

## Bibliográfia
Ősi források

- Idősebb Plinius: Naturalis Historia, III (latin szöveg)

Modern történeti források

- Ermanno A. Arslan: A történelem által elfeledve: a Cisalpine kisebb kelta csoportjai. Plinius, Naturalis historia és Livius, Ab urbe condita újraolvasása
- Gianna G. Buti és Giacomo Devoto, Olaszország régióinak őstörténete és története, Sansoni Egyetem, 1974
- Raffaele C. De Marinis: La civiltà di Golasecca: i più antichi Celti d'Italia
- Gli antichi Italici. Firenze: Vallecchi (1977) Giacomo Devoto műve
- Encyclopedia of Indo-European Culture (angol nyelven). Taylor & Francis (1997). ISBN 1-884964-98-2
- Sabatino Moscati, Így született Olaszország: újrafelfedezett népek profiljai, International Publishing Company, Torino, 1998
- Giovanni Pugliese Carratelli, Olaszország, omnium terrarum alumna, Garzanti-Schewiller, Officine graphice Garzanti, Milánó, 1990
- Gli Indoeuropei e le origini dell'Europa. Bologna: Il Mulino (1997). ISBN 88-15-05708-0 Francisco Villar